# Constantin Dumitrescu (matematician)
Constantin Dumitrescu a fost conferențiar la Facultatea de Matematică-Informatică a Universității din Craiova. A urmat cursurile Universității din Craiova pe care o absolvește în 1972. În 1979 își susține teza de doctorat la Centrul de Statistică Matematică din București, la profesorul Gabriel Sâmboan. În anul 1982 i se desface contractul de muncă pentru că a urmat un curs de meditație transcendentală, interpretat de autorități ca sectă religioasă și până în 1988 dă lecții particulare de matematică, neavând dreptul de a fi angajat în învățământ. Din 1990 a predat la catedra de Matematici aplicate în economie a Facultății de Matematică din Craiova. A studiat și a obtinut rezultate în urmatoarele domenii ale matematicii:
1. analiza bidimensională, în care a definit un tip de limită bidimensională mai generală decât continuitatea uzuală;
2. structuri probabiliste: s-a ocupat de axiomatica spațiiilor probabiliste de proximitate, de teoremele de punct fix în spații probabiliste de proximitate și a definit integrala probabilistă, care este mai generală decât integrala stohastică clasică, în sensul că o integrală stohastică este o integrală probabilistă;
3. teoria mulțimilor vagi, în care a adus un punct de vedere nou privind operațiile cu astfel de mulțimi și permițând generalizarea binecunoscutelor legi ale lui De Morgan.
4. Teoria numerelor.
A fost membru al Societății Americane de Matematică, recenzând  Mathematical Rewievs si Zentralblatt fur Mathematik, referent la Fuzzy sets and systems și redactor la Bulletin of Pures and Applied Sciences, Delhi, India. A fost membru onorific în The Paradoxist Literary mouvement.
Constantin Dumitrescu a fost un idealist plin de sensibilitate și de noblețe sufletească pentru care viața a constituit un prilej de continuă autodepășire.